# Statečné srdce
Statečné srdce (anglicky Braveheart) je americký historický velkofilm z roku 1995 režírovaný Melem Gibsonem, který snímek také produkoval a ztvárnil titulní roli Williama Wallace, skotského národního hrdiny v boji za nezávislost na Anglii. Ve vedlejších rolích se objevili Sophie Marceau, Patrick McGoohan, Catherine McCormack či Brendan Gleeson. Scénář, jehož autorem je Randall Wallace, je volně inspirován epickou básní minstrela Slepého Harryho z 15. století.
Ihned po svém vydání se Statečné srdce stalo velkým komerčním úspěchem a dočkalo se nadšených reakcí od filmových kritiků i diváků po celém světě. I přes četné historické nepřesnosti bývá často považováno za jeden z nejzdařilejších historických filmů všech dob.
Film se dočkal mnoha prestižních ocenění. Z deseti oscarových nominací proměnil pět, včetně ceny Akademie za nejlepší film, získal i jednoho Zlatého Glóba a čtyři ceny BAFTA.

## Děj
Roku 1280 anglický král Eduard I. dobude Skotsko poté, co dosavadní skotský král zemře, aniž by zanechal dědice trůnu. Mladý William Wallace, který žije se svou rodinou na Skotské vysočině, je svědkem brutální smrti mnoha skotských šlechticů. Během vzdoru proti Angličanům zemře i jeho otec a bratr.
O mnoho let později se mladý William Wallace tajně ožení s dávnou přítelkyní Murron MacClannoughovou, aby se jeho žena vyhnula králově nařízenému právu první noci. Jednoho dne však ženu přepadnou a chtějí znásilnit vojáci. William ji brání a několik jich zabije. Avšak Murron je chycena a za trest i pro výstrahu posléze zabita. Wallace ji pomstí a následně se postaví do čela skotského odporu proti Angličanům; při něm získává spojenectví v princezně Isabele, znechucené vynuceným sňatkem s neschopným dědicem anglického trůnu, princem Eduardem.
Po mnoha válečných úspěších je nakonec Wallace kvůli zradě ve vlastních řadách zajat královskými vojsky a veřejně popraven. Jeho odkaz však Skotové uctí a naplní v bitvě u Bannockburnu, v níž pod vedením Roberta Bruce, uchazeče o skotskou korunu, vybojují nezávislost země na Angličanech.

## Obsazení
| Mel Gibson          | William Wallace     |
| Sophie Marceau      | princezna Izabela   |
| Patrick McGoohan    | král Eduard I.      |
| Catherine McCormack | Murron              |
| Brendan Gleeson     | Hamish              |
| James Cosmo         | Campbell            |
| David O'Hara        | Stephen             |
| Alun Armstrong      | Mornay              |
| Angus McFadyen      | Robert Bruce        |
| Ian Bannen          | Robert Bruce starší |
| Peter Hanly         | princ Eduard        |
| James Robinson      | mladý William       |
| Sean Lawlor         | Malcolm Wallace     |
| Sandy Nelson        | John Wallace        |
| Sean McGinley       | MacClannough        |

## Výroba

### Vývoj
Práce na filmu původně začínaly pod křídly studia Metro-Goldwyn-Meyer, ale kvůli probíhajícím obměnám vedení producent Alan Ladd Jr. podal výpověď a projekt si vzal s sebou. Statečné srdce nakonec bylo distribuováno studiem Paramount v Severní Americe a 20th Century Fox mezinárodně. Terry Gilliam byl první adept na post režiséra, ovšem nabídku nepřijal. Dříve především herec Mel Gibson, který měl tehdy za sebou jen jeden režijní počin v podobě dramatu Muž bez tváře (1993), zprvu post režiséra filmu také odmítal, nakonec ovšem souhlasil. Nejprve chtěl zůstat jen u režie a do titulní role zvažoval Brada Pitta či Jasona Patrica, nakonec ovšem ztvárnil Williama Wallace on sám. Role krále Eduarda I. byla nabídnuta Seanu Connerymu, ten však kvůli zaneprázdněnosti odmítl.

### Natáčení

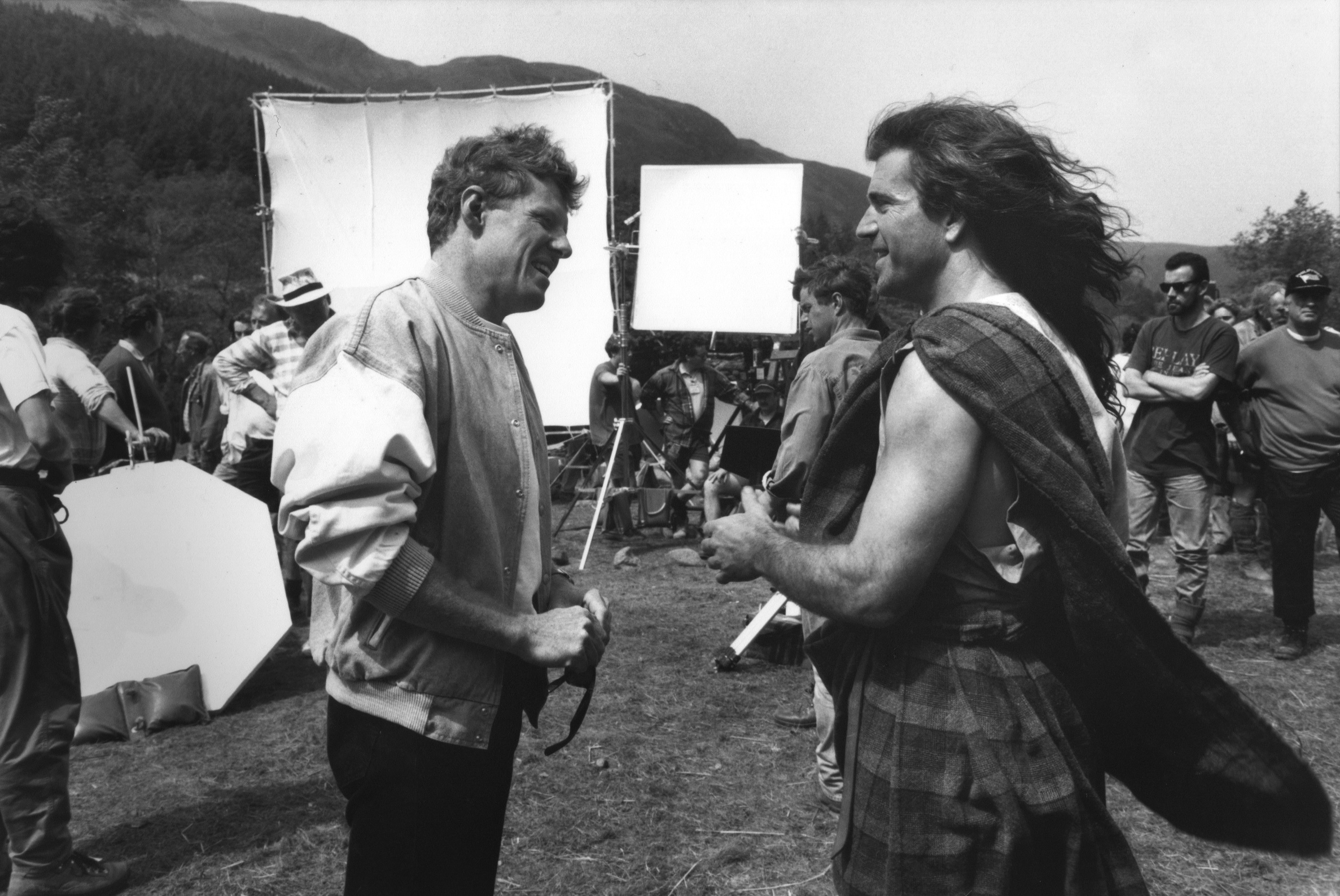
Fotografie z natáčení filmu

Natáčení probíhalo od června do října roku 1994 především ve Skotsku, většina bitev zobrazených ve filmu ovšem byla natočena v Irsku. Syrovost a brutalita krvavých bojů musela být zmírněna, aby se film vyhnul ratingu NC-17; nakonec byl ohodnocen ratingem R kvůli zobrazení středověkého válečného násilí. Původní verze také měla stopáž 195 minut, která byla později sestříhána do 177 minut.

### Soundtrack
Autorem filmové hudby je slavný skladatel James Horner, který s Gibsonem (coby režisérem) spolupracoval již na filmu Muž bez tváře (1993).  Hudební doprovod kombinující klasické orchestrální nástroje s tradičními keltskými a skotskými instrumenty (včetně irské píšťalky, dud či bodhránu) byl nahrán londýnským symfonickým orchestrem a stal se jedním z komerčně nejúspěšnějších soundtracků všech dob.

## Přijetí
Film s rozpočtem pohybujícím se okolo 70 milionů dolarů utržil celosvětově 210 milionů dolarů. Měl také velmi pozitivní dopad na turismus ve Skotsku. Město Stirling a okolí zaznamenalo roku 1996 výrazný nárůst v počtu turistů, z nichž většina zhlédla Statečné srdce.
Chvály se dočkalo především množství skvěle natočených bitev, romantiky, vytříbená hudba i Gibsonova režie, zato byly kritizovány značné historické nepřesnosti. Na tuzemských databázích uživatelé hodnotili film velmi kladně.

### Ocenění
Ačkoliv se Statečné srdce dočkalo úctyhodných 10 oscarových nominací, v záplavě dalších vynikajících filmů nebylo považováno za favorita, dokud Mel Gibson neobdržel Zlatý Glóbus za nejlepší režii. Nakonec ovšem ovládlo slavnostní ceremoniál s 5 cenami Akademie za nejlepší film, režii, kameru, masky a střih zvuku.

## Odkaz
Roku 2019 byl natočen sequel pod názvem Robert the Bruce, který ovšem propadl. Na události filmu Statečné srdce také bezprostředně navazuje úspěšný film z produkce Netflixu Král psanec (2018), ačkoliv se nejedná o pokračování.
Peter Jackson se nechal slyšet, že tento snímek jej inspiroval k natočení trilogie Pán prstenů.